# Alexander von Wartensleben (Landrat)
Alexander Gustav Friedrich Graf von Wartensleben (* 29. Januar 1874 in Raakow, Landkreis Calau; † 1. Oktober 1964 in Hamburg) war ein deutscher Landrat, Regierungsvizepräsident und Abgeordneter des Provinziallandtages der preußischen Provinz Hessen-Nassau.

## Leben
Alexander von Wartensleben entstammte dem preußischen Adelsgeschlecht Wartensleben und war der Sohn des preußischen Rittmeisters und Rittergutsbesitzers Friedrich Graf von Wartensleben (1833–1923) und dessen Ehefrau Veronika von Ploetz (1843–1887).
Nach dem Abitur im Jahre 1893 am Gymnasium in Frankfurt/Oder studierte von Wartensleben Rechtswissenschaften an den Universitäten in Leipzig, Heidelberg, Berlin und Greifswald. Von Februar 1897 an leistete er seinen Militärdienst als Einjährig-Freiwilliger beim „Ulanen-Regiment „Kaiser Alexander II. von Rußland“ (1. Brandenburgisches) Nr. 3“ und musste bereits nach sechs Monaten wegen einer Verletzung aus der Armee ausscheiden. Am Oberlandesgericht Stettin absolvierte er im November 1898 sein erstes juristisches Staatsexamen. Die Referendarzeit verbrachte er beim Oberlandesgericht Naumburg und bei der Bezirksregierung in Merseburg. 1899 promovierte er zum Dr. Jur. mit der Dissertation Die Besitzvererbung.
Wartensleben war seit 1918 mit Elly, verwitwete von Arnim, geborene Freiin von Meyern-Hohenberg (* 9. Juli 1883) verheiratet. Das Ehepaar hatte eine Tochter, Mathilde (* 21. November 1919 in Hannover), liiert mit Gunno Christoph von Stumpfeld.
Alexander und Elly von Wartensleben waren Anfang der 1940er Jahre Mitglied der Deutschen Adelsgenossenschaft, Landesabteilung Thüringen. Bereits 1908 wurde er Mitglied des Johanniterordens, spät dann 1957 auch Rechtsritter, zuletzt in der Genossenschaft der Provinz Sachsen.

## Berufliche Stationen
- 1904: Regierungsassessor beim Landratsamt Kassel
- 1906: Assessor beim Landratsamt Osthavelkreis, danach Bezirksregierung Merseburg
- 1908: Vertreter des Landrats in Eupen
- 1909: Assessor beim Oberpräsidenten
- 1910: Kommissarische Verwaltung des Landratsamtes Gelnhausen, im selben Jahr definitiv Landrat in Gelnhausen bis 1916
- ab 1916: Tätigkeiten im Reichsministerium des Innern, im Ministerium für Handel, Gewerbe und öffentliche Arbeiten und in der Reichszuckerstelle in Berlin
- 1919: als Regierungsrat Leiter der Reichszuckerstelle
- 1921: Oberregierungsrat beim Oberpräsidium Hannover, wo er Regierungsvizepräsident war. Zum 1. Februar 1935 ging von Wartensleben in den Ruhestand.

Von 1912 bis 1919 hatte er einen Sitz im Kurhessischen Kommunallandtag des Regierungsbezirks Kassel, aus dessen Mitte er ein Mandat für den Provinziallandtag der Provinz Hessen-Nassau erhielt, wo er Mitglied des Organisationsausschusses sowie des Hauptausschusses war.